# 米士
米士（英語：Peter Hans Misch，1909年—1987年7月23日），美籍德裔地质学家。
米士出生于柏林，父亲为哥廷根大学哲学家格奥尔格·米施（Georg Misch），外祖父则是德国著名哲学家威廉·狄尔泰。米士于1932年获哥廷根大学地质学博士学位。1934年，参加了攀登喜马拉雅山脉南迦帕尔巴特峰的探险。
1936年，为躲避纳粹的迫害，他前往中国中山大学地质系任教，并兼任两广地质调查所研究员。抗日战争爆发后，随学校迁往云南。1940年赴西南联大任教，并任职于中央研究院地质研究所。他对云南的地质构造进行了详细的研究，提出了“澄江运动”与“晋宁运动”的概念，还发表了《云南构造史》等著作。
1946年，米士前往美国，曾短暂地任教于斯坦福大学，后前往华盛顿大学。此后，他成为了北喀斯喀特（North Cascades）地质学的研究权威。1981年他从华盛顿大学退休，不过仍继续从事研究工作，直至1987年去世。
米士曾于1966年当选美国地质学会(Geological Society of America)主席，此外他还是美国矿物学会、地球物理联合会、伦敦地质学会的会员。